# Шри Џајаварденепура Коте
Шри Џајаварденепура Коте, (синх. ශ්‍රී ජයවර්ධනපුර කෝට්ටේ, транслит.), познат и као Коте, јесте град на западу Шри Ланке и предграђе Коломба удаљено око 10 km од центра. Од 1982. овде је седиште скупштине Шри Ланке.
У граду постоји универзитет. Број становника је 2001. био 115.826.
Од 14. до 16. века град Коте је био главни град истоимене краљевине. Коте на тамилском значи тврђава, док Џајаварденепура на синхалешком значи „град велике победе”.

## Историја
Село Дагурама лежи на ушћу две мочваре, Дијавана Оја и Колонава Оја. Како је Дагурама природно заштићено место, непријатељима није било лако да га нападну. Овде, у 13. веку, поглавица по имену Нисанка Алагаконара изградио је тврђаву звану Коте (што значи „тврђава”).
Ибн Батута помиње Алагаконару као владара Куругенале, града на Шри Ланци, али други извори указују на то да је он био Бандара (чувар) државе Раигама Корале у данашњем дистрикту Калутара. Војска Арје Чакраватија покушала је да освоји Коте, али је Алагаконара поразио непријатељску војску у Панадури на југозападу.
Коте је била јала турга („тврђава на води”) у облику троугла, са мочварама Дијавана Ојом и Колонава Ојом, и са великим шанцем на трећој страни. Тврђава је била приближно 2,5 km² површине, заштићена бедемима латеритне стене, висине 2,5 и ширине 10,7 m.
Након што је принц Сапумал 1391. године освојио Краљевство Џафне, Коте је добио епитет Шри Џајаварденепура („блистави град велике победе”). Он је постао главни град древне Краљевине Коте и остао до краја 16. века.
Од бедема па до три величанствена легендарна објекта који су смештени у Краљевској Палати, латерит и глина су били основна сировина за изградњу истих. Једно од места на коме су латеритски блокови били минирани сада се може видети у просторијама Ананде Састрајале, локалне школе.
Португалци су на острво стигли 1505. године и били су дочекани од стране краља. Али, они су имали војне и монополске планове и стекли су контролу над градом 1565. године. Не успевајући да се одупру нападима суседног краљевства Ситаваке, Португалци су напустили град и изградили град Коломбо као нову престоницу.
Као и други градови из тог доба, и Шри Џајаварденепура је изграђен са сигурношћу на уму, пре свега. Бедем и јарак штитили су цео град. Остаци јарка и бедема могу се и данас видети на појединим местима. Уз делове бедема преступници су у данашње време изградили куће, гараже, па чак и тоалете.
Урбанизација града поново је почела у 19. веку. Археолошки остаци били су коришћени као грађевински материјал, а неки су чак завршили у Викторијином мосту на реци Келани.

## Географија

### Клима
Коте има тропску кишну климу, са малим варијацијама у температури током целе године. Град има период влажних и сувих месеци, са фебруаром као најсувљим месецом, када просечно падне 63 mm кише. Међутим, пошто ниједна од просечних месечних количина падавина није испод 60 mm, Коте се сврстава у категорију тропске кишне климе.

## Становништво
| Година       |
| Становништво |
| ------------ |

## Законодавство
Нови парламент инаугурисан је 29. априла 1982. године. Зграде су изграђене на мелиорисаном земљишту, након што је масивно језеро настало повлачењем мочвара око Дијавана Оје. Зграде су изграђене на Дуви, острву у центру језера површине 50.000 квадратних метара. Острво су раније Португалци користили за рекреацију и туче. Острво је припадало Е. В. Перери где је он имао фарму пилића пре него што га је уступио држави. Године 1982. је парламентарни комплекс отворио бивши председник Џунијус Ричард Џајавардена.